# Аксёнова, Лидия Валерьяновна
Лидия Валериановна (Валерьяновна) Аксёнова (рум. Lidia Axionov; 19 июля 1923 — 18 сентября 2019 — советский, молдавский дирижёр, педагог, теоретик дирижирования, музыкальный писатель, первая женщина дирижёр симфонического оркестра в Молдавии, первый профессор хорового дирижирования в Молдавии, Заслуженный деятель искусств Молдавии.

## Биография

### Ранние годы и обучение
Лидия Аксёнова родилась 19 июля 1923 года в Покровске (с 1931 года — Энгельс, Саратовская область, Россия) в семье адвоката Валериана (Валерьяна) Михайловича Аксёнова и учительницы Клавдии Ивановны Аксёновой (в девичестве Живаевой). У Лидии был старший брат Владимир. После громких судебных процессов, выигранных отцом в 20-х годах в судах Саратова, Казани, Самары и Москвы, из-за недовольства этими судебными решениями некоторых представителей ОГПУ, семья вынуждена была переехать в город Бальцер (с 1942 года — Красноармейск).
Лидия Аксёнова отлично училась в школе, занималась балетом, живописью, спортом, брала уроки игры на фортепиано, а по вечерам пела дома. В 1941 году, окончив школу с похвальной грамотой и медалью за особые успехи в учёбе, она хотела пойти учиться в консерваторию, но началась Великая Отечественная война и приказом по Народному комиссариату просвещения её оставили в школе преподавать немецкий язык. Проработав год, она написала заявление о желании учиться в Саратовском медицинском институте и получила разрешение. Учась в институте, Лидия одновременно работала медсестрой в военном госпитале.
Журналист, музыковед Аксиния Галкина пишет:

Однажды в мединституте проходил концерт студентов профессора Саратовской консерватории Алевтины Пасхаловой. Когда гости покинули сцену, их место заняли хозяева со своими самодеятельными номерами. Лидия Валерьяновна тогда пела «Весенние голоса» Штрауса. В Медицинском институте её чудесный голос уже никого не удивлял. Он удивил профессиональный слух Алевтины Пасхаловой. После выступления она подошла к Лидии Валерьяновне и поинтересовалась, где девушка училась вокалу. Когда выяснилось, что нигде, пригласила её в консерваторию на собеседование. Собеседников было не много. Самый главный, с роскошной бородой, раскинувшейся на полстола, как выяснилось позже, был известным профессором Райским. Лидии Валерьяновне дали концертмейстера и попросили спеть те самые «Весенние голоса». Ну она и спела, в полную силу и безо всяких образовательных условностей. В этом произведении последняя нота — «ми» третьей октавы. Когда она отзвучала, собеседники притихли. Профессор Райский первым пришёл в себя: «Я всегда говорил, как природа поставит голос, так он и должен звучать. Всякое вмешательство только навредит. Девушка, для вас музыка должна стать смыслом жизни. Переходите к нам в консерваторию. Работать придется много. Начинать с самых азов. Но не работать над такими природными данными — грех».
В 1944 году Аксёнова бросила медицинский институт и стала учиться в Саратовской консерватории под руководством легендарной русской певицы и педагога Алевтины Михайловны Пасхаловой. Во время войны здесь работали эвакуированные педагоги и учились студенты из Минской, Московской и Ленинградской консерваторий.
В консерватории она познакомилась с гражданином Польши, студентом-пианистом Максом Фишманом, за которого вышла замуж в 1945 году.
В 1945 году молодожёнов направили учиться в Минск, в Белорусскую консерваторию. После рождения первого сына в 1946 году у неё пропал голос, и, по совету А. М. Пасхаловой, она перевелась на кафедру симфонического дирижирования, а после её закрытия — на кафедру хорового дирижирования.
Доктор искусствоведения Балабан Лариса в статье «Особенности изучения произведений композиторов Республики Молдова в классе профессора Л. В. Аксёновой» пишет: 

Как дирижёр, Аксёнова — ученица известных педагогов: С. Л. Ратнера и Н. Ф. Маслова, наследница лучших русских дирижёрско-хоровых традиций. «Родословная» по линии симфонического дирижирования, исходящая от С. Л. Ратнера, включает в себя имена И. А. Мусина, Н. А. Малько, Н. Н. Черепнина и Н. А. Римского-Корсакова. В области хорового дирижирования аксёновская «генеалогия» вновь восходит к Н. А. Римскому-Корсакову — его ученикам М. М. Ипполитову-Иванову, П. Г. Чеснокову и Н. Ф. Маслову.

### Педагогическая, исполнительская и научная деятельность в Молдове
Окончив консерваторию в 1952 году, Аксёнова получила предложение преподавать в Белорусской консерватории и стать хормейстером Государственного академического хора Белорусской ССР под руководством Григория Романовича Ширмы, где она проходила дипломную практику. Однако в Минске у Макса Фишмана не было возможности устроиться на работу по специальности, так как в это время в СССР шла обширная кампания по борьбе с космополитизмом, поэтому супруги уехали преподавать в музыкальное училище Гомеля, а через полгода, по рекомендации Григория Романовича Ширмы, получили новое распределение от Министерства образования СССР в город Кишинёв, в Молдавскую государственную консерваторию, где не хватало педагогических кадров.
Аксёнова сыграла важную роль в развитии молдавского хорового искусства. В разное время она возглавляла кафедру хорового дирижирования, оркестр в Государственном русском драматическом театре им. А. П. Чехова, руководила хором консерватории и подготовкой к оперным спектаклям.
Лидия Валериановна была первой женщиной в Молдавии, кому присвоено звание профессора по кафедре хорового дирижирования. Она так же стала первой женщиной в республике, вставшей за пульт дирижёра симфонического оркестра.
Одновременно с работой в вузе в 1964—1979 годы она руководила созданным ею хором Специальной музыкальной школы им. Е. Коки. Детский музыкальный коллектив отличался огромным и разнообразным репертуаром: около 200 произведений, включая крупные формы русской и зарубежной классики, духовной музыки и авангарда. Для хора стали создавать произведения молдавские композиторы, которые раньше и не думали писать для детей. О нем был снят фильм «Моя Молдова», его концерты проходили на престижных концертных площадках Молдовы, за её пределами, передавались по радио и телевидению.
Постепенно хор Специальной музыкальной школы им. Е. Коки под управлением Аксёновой стал музыкально-методическим центром хорового воспитания в республике. На его базе проводились открытые уроки, показательные репетиции, Лидия Валериановна читала лекции, на которых присутствовали педагоги со всего Советского Союза. Свыше тысячи увлечённых хоровым пением молодых людей прошли через руки профессора и впоследствии многие из них стали яркими представителями молдавского искусства.
Во многом достижения Молдовы в области хорового детского воспитания — это заслуга профессора Аксёновой, которая стала первопроходцем в столь важном начинании. Она выступила инициатором проведения Праздника песни: на 1-м, 2-м и 3-м из них Лидия Валериановна возглавляла сводный хор, чей состав возрос с 700 до 10000 детей. Учитывая и зрителей, которые охотно подпевали, количество хористов было, как минимум, в три раза больше.
Педагогическая деятельность Аксёновой длилась более 70 лет, и за это время она воспитала более 350 специалистов. Созданная ею школа хорового дирижирования известна педагогам далеко за пределами Молдовы, и её система обучения передаётся от одного поколения студентов к другому.
Л. В. Аксёнова написала десятки методических пособий, репертуарных справочников, учебных программ. Одни были изданы в Кишинёве и Москве, другие находятся в библиотеке AMTAP. Она автор ярких и живых портретов коллег по кафедре дирижирования с которыми ей пришлось трудиться.
Лидия Валерьяновна Аксёнова скончалась 18 сентября 2019 года в Кишинёве. Похоронена на кишинёвском кладбище Святого Лазаря рядом с мужем (71 квартал).
Искусствоведы, журналисты Ольга Беженару и Вероника Каждан в статье «Первый профессор хорового дирижирования Молдовы. К 100-летию со дня рождения Л. В. Аксёновой» пишут:

Вспоминая сегодня профессора, мы, как никогда, осознаём масштабность её личности, в которой удивительным образом сочетались интеллигентность и преданность искусству, глубина и душевная мудрость, добросердечие и врождённая чуткость, величественная стать и внутренняя хрупкость. Её имя – Лидия Валерьяновна Аксёнова – уже вписано в ту золотую книгу, где место только великим.

## Ученики
Школу хорового дирижирования Лидии Валериановны Аксёновой прошли выдающиеся музыканты и педагоги, народные артисты СССР и Республик бывшего Советского Союза, заслуженные артисты и заслуженные деятели искусств, лауреаты международных фестивалей и конкурсов, профессора и доктора наук:
- Теодор Згуряну — народный артист Молдовы, профессор, долгие годы был заведующим кафедрой хорового дирижирования Академии Музыки, Театра и Изобразительных искусств Молдовы, дирижёром-хормейстером капеллы «Дойна», художественным руководителем и главным дирижёром Хора «Молдова» Национального радио и телевидения, а также организованной им капеллы «Ренессанс».
- София Ротару — народная артистка СССР, Герой Украины, известная певица.
- Эдуард Маркин — народный артист России, профессор, основатель и художественный руководитель Владимирского камерного хора и Детской-юношеской хоровой капеллы.
- Илона Степан — народная артистка Молдовы, профессор, заведующая кафедрой хорового дирижирования Академии Музыки, Театра и Изобразительных искусств Молдовы, художественный руководитель капеллы «Дойна» и Национального камерного хора.
- Николай Чолак — профессор, долгие годы был заведующим кафедрой Института Искусств им. Г. Музическу, руководителем студенческого хора, дирижёром-хормейстером капеллы «Дойна», Национального театра оперы и балета Республики Молдова, был регентом Измаильского Кафедрального Покровского собора, основатель и руководитель хора Молдавского музыкально-хорового общества.
- Светлана Попова — народная артистка Молдовы, дирижер симфонического оркестра Национального театра оперы и балета Республики Молдова им. Марии Биешу, сотрудничала с симфоническим оркестром Государственной Национальной Филармонии им. С. Лункевича, камерным национальным оркестром Органного зала и с Национальным оркестром Радио Румынии.
- Татьяна Твердохлеб — Народная артистка ПМР, профессор, Ректор (с 2005—2013 гг.) Приднестровского Высшего музыкального колледжа им. А. Г. Рубинштейна, художественный руководитель и дирижер Приднестровского государственного хора при государственном культурном центре «Дворец Республики» (г. Тирасполь).
- Лариса Вишневая — профессор, долгие годы работала в высших музыкальных заведениях Средней Азии.
- Василий Кондря — заслуженный деятель искусств Молдовы, профессор хорового дирижирования Академии Музыки, Театра и Изобразительных искусств Молдовы, был главным хормейстером Национального театра оперы и балета Республики Молдова.
- Вероника Галеску — заслуженная артистка Молдовы, была деканом факультета Академии Музыки, Театра и Изобразительных искусств Молдовы, в настоящее время работает в Германии.
- Михаил Магальник — заслуженный артист Украины, был главным дирижёром Крымского областного украинского музыкально-драматического театра.
- Алексей Виноградский — был главным хормейстером и дирижёром Национального театра оперы и балета Республики Молдова, затем руководителем хоровых коллективов в Ankara State Opera, Izmir State Opera and Ballet, Samsun State Opera and Ballet, Mersin State Opera and Ballet (Турция).
- Лариса Балабан — доктор искусствоведения, доцент Академии Музыки, Театра и Изобразительных искусств Молдовы.
- Луминица Гуцану — доктор искусствоведения, преподавала в Академии Музыки, Театра и Изобразительных искусств Молдовы, в настоящее время главный дирижер нескольких хоровых коллективов в Румынии.
- Ирина Чолак — ведущий педагог хорового дирижирования Республики Молдова, регент православного Храма Вознесения Господня гор. Кишинева.
- Иван Мельник — педагог тираспольского музыкального колледжа, руководитель тираспольского народного хора любителей пения, регент в Свято-Вознесенском, Ново-Нямецком (Кицканском) монастыре, в селе Кицканы Слободзейского района, Молдова, регент в храме и обители — Монастыря Св. Жен-Мироносиц Марфы и Марии близ с. Хаджимус, Каушанского р-на, Молдова.
- Екатерина Янковская — заслуженный работник культуры МССР и ПМР, доцент Приднестровского Высшего музыкального колледжа им. А. Г. Рубинштейна, создатель, художественный руководитель и главный дирижёр детской музыкально-хоровой студии «Фиричел» (г. Тирасполь).
- Наталья Константин (Спринчан) — руководитель группы альтов, дирижер государственного филармонического хора «Transilvania» г. Клуж-Напока (Румыния).
- Светлана Силоч — профессор «ARS Escuela de Música y Danza» и «AfinArte, escuela de música y baile», руководитель и главный дирижёр хоровых коллективов «Coral Almayrit» и «Galileo» г. Мадрид (Испания).
- Вячеслав Обручков — хормейстер и дирижёр Национального театра оперы и балета Республики Молдова им. Марии Биешу, был руководителем студенческого хора Приднестровского Высшего музыкального колледжа им. А. Г. Рубинштейна (г. Тирасполь).
- Татьяна Фаньян — Доцент Академии Музыки, Театра и Изобразительных искусств Молдовы, руководитель хора в Музыкальной школе имени Марии Биешу.
- Николай Казанжи — ведущий педагог хорового дирижирования Республики Молдова.
- Гарри Дубенко — ведущий педагог хорового дирижирования Республики Молдова.
- Михаил Рымарев — ведущий педагог хорового дирижирования Республики Молдова и многие другие, работающие как в Молдове, так и за её пределами.

Среди её учеников, которым Аксёнова читала в консерватории курсы хоровой литературы и чтения хоровых партитур, была Вероника Гарштя — в дальнейшем народная артистка СССР, профессор, художественный руководитель и главный дирижёр капеллы «Дойна».
Мастер-класс профессора Лидии Валериановны Аксёновой в 2008 году –  https://www.youtube.com/watch?v=QaoB6JZhFuI&t=6s

## Семья
- Отец — Аксёнов Валериан (Валерьян) Михайлович (1.06.1894 Казань — 26.01.1980 Кишинёв), известный в Поволжье адвокат, выпускник академического отделения Московского народного университета А. Л. Шанявского.[8] Его родителями были: Лидия Виссарионовна Аксёнова (1866 — 3.12.1897) из семьи, в которой была крепка память о предках, участниках польских восстаний, сосланных в Сибирь. «Сыбираки»: так называли они себя и Михаил Егорович Аксёнов (17.10.1864 — сентябрь 1918), выпускник юридического факультета Императорского Казанского университета, почётный гражданин, сторонник либерального направления народничества. В сентябре 1918 года, спасая гимназистов, активно помогавших Белой Армии, погиб под бомбёжкой Красной Армии, когда переправлял их через Волгу.[9]
- Мать — Аксёнова (урождённая Живаева) Клавдия Ивановна (31.12.1892, село Черкасское Вольского уезда Саратовской губернии — 14.06.1967 г. Камышин), учительница русского языка и литературы школы № 5 г. Красноармейска, награждённая за выдающиеся успехи в деле образования орденом Ленина.[10]
- Брат — Аксёнов Владимир Валерианович (Валерьянович), (1 августа 1919 г.  г. Покровск (Энгельс Саратовской области - 10 декабря 1998 г. Волгоград). Выпускник химического факультета Саратовского государственного университета им. Н. Г. Чернышевского. Участник ВОВ, кавалер многих орденов. После войны был директором лакокрасочного завода "Победа", затем председателем горсовета, первым секретарём горкома партии г. Камышин. Организатор и директор Волгоградского (Светлоярского) первого в Советском Союзе комбината белково-витаминных концентратов.[11][12][13][14]
- Муж — Фишман Макс Шахнович (12 декабря 1915 г. Варшава - 24 сентября 1985 г. Кишинёв). Композитор, пианист, педагог[15][16][17].[18]

Сыновья:
- Аксёнов Бэно Максович, родился 2 апреля 1946 г. в Минске, Белоруссия. Актёр, режиссёр, Заслуженный артист Молдовы[19].
- Аксёнов Артур Максович, родился 5 июля 1956 г. в Кишинёве, Молдова. Пианист, доцент кафедр специального фортепиано и концертмейстерской подготовки Российской академии музыки им. Гнесиных[5][20][21][22][23][24].

Внуки и внучка:
- Аксёнов Владислав Бэнович, родился 7 декабря 1976 г. в Кишинёве. Доктор исторических наук. Ведущий научный сотрудник Института российской истории Российской Академии Наук[25][26].
- Аксёнов Максим Артурович, родился 12 марта 1987 г. в Москве. Учитель истории.
- Аксёнова Леония Артуровна, родилась 19 марта 2000 г. в Москве. Психолог.
- Аксёнов Даниэль Артурович, родился 23 июля 2003 г. в Москве.

Правнучка:
- Аксёнова Анна Владиславовна, родилась 14 мая 2004 г. в Москве. Студентка НИУ ВШЭ в Санкт-Петербурге.

## Награды
- Медаль «Ветеран труда» (государственная награда Советского Союза)
- Заслуженный деятель искусств Молдовы
- Орден «Трудовая слава» (государственная награда Молдовы)
- Орден Почёта (государственная награда Молдовы) (2013)[27]

## Книги и статьи
- Аксёнова Л. В. «Репетиции с хоровым коллективом»: [методический сборник] / Кишинев: Cartea Moldovenească 1966 г., 56 стр.
- Аксёнова Л. В. «Песни Белоруссии» газета «Советская Молдавия» Кишинёв 1970 г.
- Аксёнова Л. В., Богдановский Е. М. «Молдавская хоровая музыка» / Кишинев: Cartea Moldoveneasca, 1972. — 52 стр.
- Аксёнов Л. В. «Хоровой класс в средней специальной музыкальной школе» — Москва, 1973 г.
- Аксёнова Л. В. «Курс лекций по зарубежной хоровой литературе» / Гос. институт искусств им. Г. Музическу, Кафедра хорового дирижирования. — Кишинeв, 1976 — находится в библиотеке AMTAP.
- Аксёнова Л. В. «Советская хоровая литература»: метод. пособие для заочников. Часть 1 / Государственный ин-т искусств им. Г. Музическу, Кафедра хорового дирижирования. — Кишинев, 1977. — 125 р. — находится в библиотеке AMTAP.
- Аксёнова Л. В. «Советская хоровая литература»: метод. пособие для заочников. Часть 2 / Государственный ин-т искусств им. Г. Музическу, Кафедра хорового дирижирования. — Кишинев, 1978—125 стр. — находится в библиотеке AMTAP.
- Аксёнова Л. В. «Роль Института искусств в развитии детского хорового пения в Молдавии» / Кишиневский гос. ин-т искусств им. Г. Музическу — Кишинeв, 1980 г.
- Аксёнова Л. В. «Проблемы воспитания молодого специалиста в вузе культуры» / Кишиневский гос. ин-т искусств им. Г. Музическу. — Кишинeв, 1980 г.
- Аксёнова Л. В. «Жизнь в музыке»: [о деятельности хормейстера и педагога Г. Стрезева] / газета «Вечерний Кишинёв» — 1994. — 7 июля.
- Аксёнова Л. В. «Георгий Стрезев» — Кишинев: Инесса, 2003 г. 96 стр.
- Аксёнова Л. В. «Молдавские композиторы детям»: Методический очерк по специальности «хоровое дирижирование» / Кишинёв: Академия Музыка, театр и изобразительных искусств, 2008 г., 30 стр., ISBN 978-9975-9999-4-6